# Lucía Fresco
Lucía Fresco (ur. 14 maja 1991 roku w Chajarí) – argentyńska siatkarka grająca na pozycji atakującej. Reprezentantka kraju. 

## Sukcesy klubowe
Mistrzostwo Argentyny:
- 2011, 2019, 2022[1]
- 2010

Mistrzostwo Grecji:
- 2017

MEVZA:
- 2018

## Sukcesy reprezentacyjne
Mistrzostwa Ameryki Południowej:
- 2011, 2013

Puchar Panamerykański:
- 2013, 2015

Igrzyska Panamerykańskie:
- 2019

## Nagrody indywidualne
- 2019: Najlepsza atakująca Igrzysk Panamerykańskich